# Boldklubben af 1893
Boldklubben af 1893 (B.93) är en fotbollsklubb från Köpenhamn som grundades 1893.
B.93 har blivit danska mästare i fotboll nio gånger och vunnit danska cupen en gång. Klubben har även nått stora framgångar inom tennis, som upptogs 1901.

## Historik
Föreningen grundades 1893 som Cricketklubben af 1893 i Köpenhamn, av bland andra Johannes Gandil. Från 1896 deltog föreningen i Köpenhamns fotbollsserier, och 1901 fick man en egen fotbolls- och cricketanläggning. Klubben hade sin storhetstid mellan 1927 och 1935, då man vann fem av sina sammanlagt nio danska mästerskapstitlar och fick smeknamnet "Champagneholdet" (Champagnelaget) för sitt eleganta spel. Den senaste mästartiteln kom dock 1946, och 1954 åkte man för första gången ur högsta serien. Sedan dess har man pendlat mellan divisionerna; senast klubben spelade i högsta ligan var säsongen 1998/1999.

## Meriter
- Danska mästare (9): 1916, 1927, 1929, 1930, 1934, 1935, 1939, 1942, 1946[4]
- Danska cupmästare (1): 1982[4]